# Hüseyin Yoğurtçu
Hüseyin Yoğurtçu (* 30. Juni 1983 in Bursa) ist ein türkischer Fußballspieler.

## Karriere

### Vereinskarriere
Hüseyin Yoğurtçu begann mit dem Vereinsfußball in der Jugendabteilung von İnegölspor. Hier wurde er für die türkischen Jugendnationalmannschaften entdeckt und regelmäßig berufen. Dadurch wurden die Talentjäger von Gençlerbirliği Ankara auf ihn aufmerksam und lockten ihn mit einem Profi-Vertrag ihre Jugendabteilung. Nachdem er drei Spielzeiten lang ausschließlich für die Jugend- bzw. Reservemannschaft aktiv war ermöglichte man ihm in der Spielzeit 2000/01 auch mit den Profis zu trainieren. Er wurde auch für einige Ligaspiele der Profis in den Spielerkader berufen und debütierte am 4. Februar 2001 in einem Ligaspiel gegen Adanaspor.
Zur Saison 2001/02 verlieh man ihn an den Drittligisten Gençlerbirliği OFTAŞ. Hier spielte er eine Spielzeit durchgängig und konnte Spielpraxis in einer Profiliga sammeln.
Im Sommer 2002 lief sein Vertrag mit Gençlerbirliği aus und so wechselte er ablösefrei zum damaligen Zweitligisten Yozgatspor. Die folgenden Spielzeiten spielte er für diverse Vereine in den unteren türkischen Profiligen.
Für die Saison 2010/11 einigte er sich mit dem Zweitligisten Mersin İdman Yurdu. Mit diesem Verein erreichte zum Saisonende die Meisterschaft der TFF 1. Lig und damit den direkten Aufstieg in die Süper Lig.
Nachdem sein Vertrag nicht verlängert worden war, blieb er zunächst vereinslos. Er einigte sich für die neue Saison erst mit Ankaraspor, dieser Verein gab jedoch später bekannt, für die anstehende Saison nicht an der Liga teilnehmen zu wollen und so einigte sich Yoğurtçu später mit Adanaspor. Nachdem Saisonvorbereitungscamp bei Adanaspor wurde er vom Trainer Levent Eriş aussortiert und ihm wurde ein Wechsel nahegelegt.
So löste er sein Vertrag mit Adanaspor auf und einigte sich am letzten Tag der sommerlichen Transferperiode mit Süper-Lig-Absteiger Kasımpaşa Istanbul. Hier ist er ausschließlich für die Reservemannschaft aktiv.
Nachdem sein Einjahresvertrag mit Kasımpaşa zum Saisonende ausgelaufen war, wechselte er zu seinem früheren Verein zum Zweitligisten Kayseri Erciyesspor. Während der Ligapartie vom 12. Spieltag gegen Torku Konyaspor zog sich Yoğurtçu eine Verletzung zu und musste den Rest der Saison verletzungsbedingt ausfallen. Im April wurde mitgeteilt, dass er seine Karriere nicht weiter fortsetzen kann. Er wurde zum Saisonende mit seinem Verein Meister der TFF 1. Lig.
Im Sommer 2013 kehrte er zum Profifußball zurück und unterschrieb beim Drittligisten İnegölspor, der Verein, bei dem er mit dem Vereinsfußball begann, einen Zweijahresvertrag.

### Nationalmannschaft
Hüseyin Yoğurtçu fing früh an für die türkischen Jugendnationalmannschaften zu spielen. Er durchlief ab der U-15 nahezu alle Jugendmannschaften.

## Erfolge
Mit Gençlerbirliği Ankara
- Türkischer Pokalsieger: 2000/01

Mit Manisaspor
- Meister der TFF 1. Lig und Aufstieg in die Süper Lig: 2004/05

Mit Mersin İdman Yurdu
- Meister der TFF 1. Lig und Aufstieg in die Süper Lig: 2010/11

Mit Kasımpaşa Istanbul
- Playoffsieger der TFF 1. Lig und Aufstieg in die Süper Lig: 2011/12

Mit Kayseri Erciyesspor
- Meister der TFF 1. Lig und Aufstieg in die Süper Lig: 2012/13